# Acusación particular
La acusación particular es el término que se aplica en los procesos penales y se inicia por lo general, o ante un tribunal, por un individuo o una organización privada (tales como una asociación de procesamiento) en lugar de ser iniciada por un fiscal que representa al Estado.
Con el fin de iniciar una acción privada un individuo u organización que no sea el fiscal financiado por el Estado va a la corte local de la jurisdicción correspondiente (penal o provinciales) y busca un juez de paz o un juez para convencer bajo juramento que existen pruebas suficientes para demostrar una probabilidad razonable de condena. Una vez que la justicia o el juez se ha mostrado convencido de los mismos, emitirá una citación en que debe constar el nombre y la ocupación del demandante, el juez y juzgado que lo requiere, el nombre y la dirección del supuesto delincuente, y la descripción de la supuesta ofensa.
El juez dará en la citación una fecha para comparecer ante el tribunal. El demandante, o el juzgado según el país, luego entrega la citación a la parte demandada en la forma prescrita y dando inicio a los procedimientos judiciales. En la fecha de la primera comparecencia el acusado se declara culpable o no culpable. Si el acusado no se declara culpable, la fecha del juicio se establece, si hay una declaración de culpabilidad el juez emite de inmediato un fallo condenatorio y la pena.

## La acusación particular en la tradición anglosajona

### Reino Unido
En la historia antigua de Inglaterra, la víctima de un delito y su familia tenían derecho a contratar a un abogado privado para enjuiciar con cargos penales contra la persona acusada de haber perjudicado a la víctima. En el siglo XVIII, el enjuiciamiento penal de casi todos los delitos era privado, por lo general por la víctima.
En Inglaterra y Gales, la Fiscalía de la Corona (CPS) es la autoridad principal procesal con un poder discrecional para hacerse cargo de cualquier acusación particular. La Fiscalía debe solicitar una prueba de la segunda parte de la suficiencia de las pruebas y el interés público antes de tomar una decisión para hacerse cargo por el bien público o dejarlo como acusación particular.
El CPS también pueden impedir que una acusación particular de continuar tomando una y luego suspender la misma. El CPS sólo lo hará cuando no hay suficiente evidencia para hacer un caso adecuado, o cuando un proceso está en contra del interés público o en un proceso judicial podría causar una injusticia. Para llegar a esta decisión, que debe equilibrar el interés público contra el deber de preservar el derecho de un individuo para procesar en el marco de la Ley de Enjuiciamiento de Delitos de 1985. Al hacerse cargo de cualquier acusación particular, el CPS puede dirigir a la policía para llevar a cabo más investigación. Esto asegura que la mejor evidencia disponible se coloca ante el órgano jurisdiccional, así como futuros juicios son excluidos por el principio de non bis in idem.

### Estados Unidos
En la América colonial, a causa de la práctica holandesa (y posiblemente francesa) y la expansión de la oficina del fiscal general, los funcionarios públicos llegaron a dominar el enjuiciamiento de los crímenes. Sin embargo, los fiscales de financiación privada constituyen un elemento importante del sistema estatal de justicia penal en todo el siglo XIX. El uso de una acusación particular se incorporó a la ley común de Virginia y todavía se permite allí. Los fiscales privados también se utilizaron en Carolina del Norte en fechas tan tardías como 1975.

## Controversia
Bruce L. Benson en "Servir y Proteger" elogia el papel de los acusadores particulares, a menudo empleados por las asociaciones de acusación, en el servicio a las necesidades de las víctimas de delitos en Inglaterra. La teoría de este radical libertario sostiene que los fiscales no deberían existir, y que los delitos en su lugar deben ser tratados como actos ilícitos civiles. Murray Rothbard escribe, "En un mundo libertario, no habría crímenes en contra de una mal definida 'sociedad', y por lo tanto ninguna persona como un 'fiscal de distrito' que decida un cargo e impute los cargos contra un presunto criminal."
La acusación particular se considera a veces con recelo por ser una vía potencial para la persecución abusiva o maliciosa. Okagbue escribe que el control más útil contra esos abusos es el poder de la corte, que se niega a permitir que el caso proceda cuando se considera que no hay pruebas suficientes para apoyar la acusación. El costo de la acusación particular, incluyendo una posible responsabilidad civil por acusación maliciosa, también puede disuadir de juicios frívolos.